# Андрєєв-Бурлак Василь Миколайович
Василь Миколайович Андрє́єв-Бурла́к (рос. Василий Николаевич Андреев-Бурлак; справжнє прізвище — Андрєєв; нар. 13 січня 1843, Симбірськ — пом. 22 травня 1888, Казань) — російський актор.

## Білграфія
Народився 1 [13] січня 1843 року в місті Симбірську (нині Ульяновськ, Росія) у сім'ї небагатого поміщика. Після закінчення Симбірської гімназії навчався у Казанському університі, який не закінчив. Служив на Волзькому пароплавстві, спочатку помічником капітана буксирного пароплава «Бурлак» (звідси псевдонім), а потім капітаном пасажирського пароплава.
У ранньому віці виявив талант імпровізатора та імітатора. Виступав на аматорських вечорах у Симбірську та на пароплавах з імпровізацією гумористичних оповідань. У професійному театрі дебютував у 1868 році у Ростові-на-Дону. Виступав головним чином у приволзьких містах, граючи переважно характерні ролі у розважальних комедіях, водевілях та оперетах. У 1874 році грав у антрепризі Володимира Рокотова при Київському міському театрі.
1880 року був одним із організаторів та керівників першого приватного театру в Москві (так званий Пушкінський театр). Після закриття Пушкінського театру у 1882 році, один сезон служив у театрі Корша. У 1883 році, борючись із комерційною антрепризою, створив разом із Модестом Писарєвим «Перше товариство російських акторів», яке гастролювало по великим містам Поволжжя. Товариство кілька разів розпадалося та створювалося знову. У проміжках актор гастролював у різних антрепризах (Орел, Смоленськ, Баку, Керч та інших). 1884 року грав у трупі М. М. Савіна. Помер в Казані 10 [22] травня 1888 року.

## Творчість
Виконав ролі:
- Щасливцев, Любим Торцов, Корнилов («Ліс», «Бідність не порок», «Трудовий хліб» Олександра Островського);
- Сганарель («Хоч лусни, а одружися» Жана-Батиста Мольєра);
- Расплюєв («Весілля Кречинського» Олександра Сухово-Кобиліна);
- Іудушка Головльов (за романом Михайла Салтикова-Щедріна «Пани Головльови»).

Виконував уривки з творів «Нотатки божевільного», «Мертві душі» («Повість про капітана Копєйкіна») Миколи Гоголя, «Брати Карамазови» (про штабс-капітана Снєгірьова) і «Злочин і кара» (оповідання Мармеладова) Федора Достоєвського.
У 1886 році прочитав в Одесі лекцію: «Про драматичне мистецтво», в якійї близько підійшов до деяких положень, розроблених Костянтином Станіславським в його системі. Того ж року у Вінниці лекція була надрукована окремою брошурою під назвою: «Публічні лекції. І. Сцена і життя. Артиста B. М. Андрєєва-Бурлака».

## У мистецтві

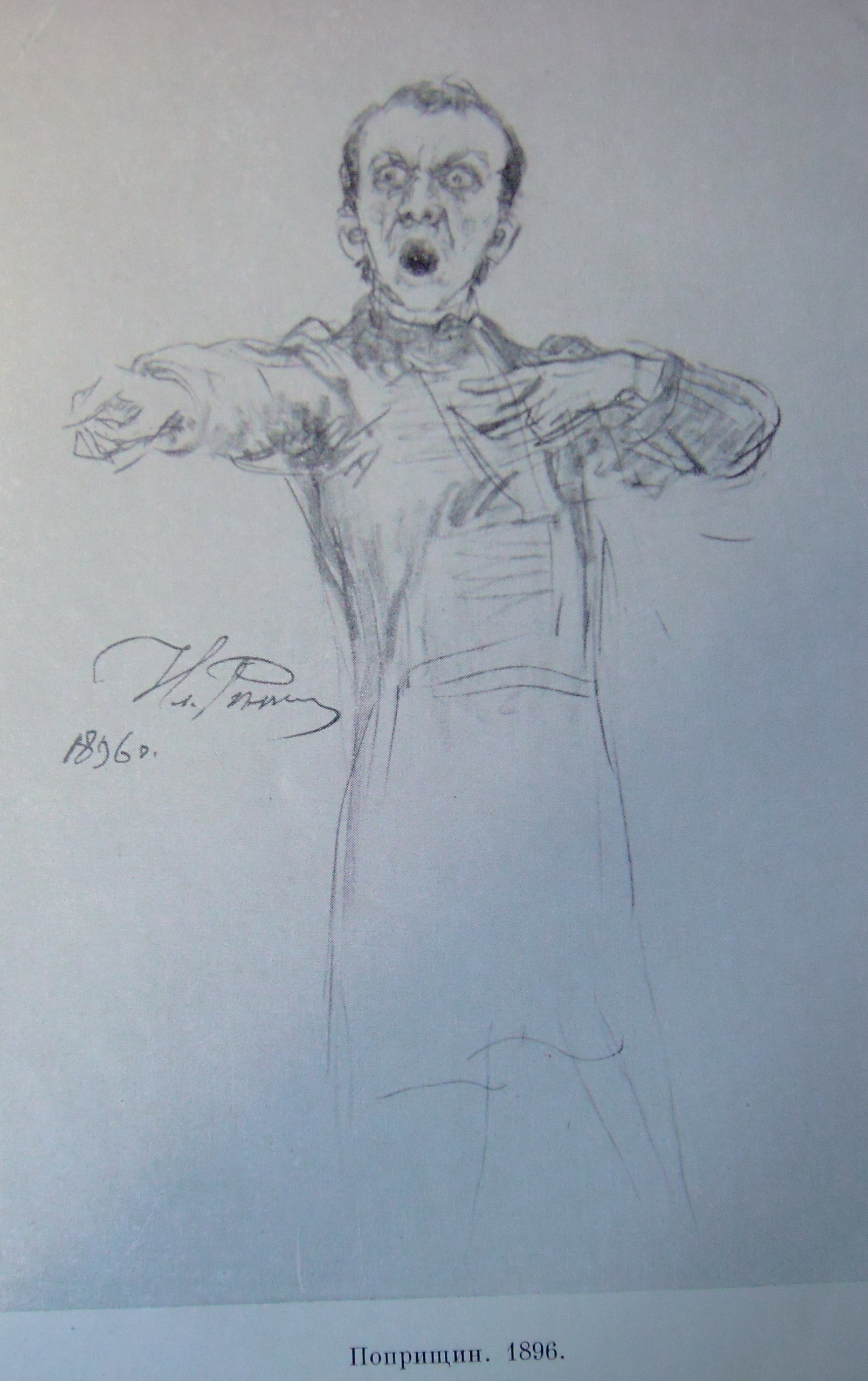
портрет роботи Іллі Репіна.

У картинній галереї Федора Терещенка у Києві, знаходиться портрет Василя Андрєєва-Бурлака в ролі Поприщина із «Нотататок божевільного», роботи художника Іллі Рєпіна.